# Yolanda Kaunda
Yolanda Kaunda est la première femme capitaine d'avion, la première femme commandante de bord et la deuxième femme pilote du Malawi après Fellie Mkandawire.

## Biographie

### Enfance et formations
Yolanda Kaunda est née à Lilongwe en 1980 et dès l'âge de six ans, elle voulait devenir pilote. Elle  fait ses études secondaires à l'Académie Kamuzu de Kasungu, puis à la Progress Flight Academy en Afrique du Sud,.
En 2016, Yolanda Kaunda obtient son diplôme de première femme capitaine d'avion au Malawi. Son premier vol en tant que capitaine a lieu le 11 mars 2016 à l'aéroport international Kamuzu, à Lilongwe. En 2009, elle obtient son diplôme  de pilote et devient la deuxième femme pilote dans l'histoire du Malawi. Lors de ses études pour l'obtention de sa licence de pilote, elle est la seule femme dans sa classe d'aviation de 80 étudiants,,.
Lors de la célébration de la Journée internationale de la femme en mars 2017, Yolanda Kaunda est la première femme à piloter un avion pour Malawian Airlines, dans le cadre d'un vol de Blantyre à Dar es Salaam où l'équipage est entièrement composé de femmes.

## Héritage
Un portrait de Yolanda Kaunda figure dans une peinture murale sur le mur de l'école secondaire communautaire Khwalala à Mulanje. Elle est louée par la première dame du Malawi, le Dr Gertrude Mutharika, pour avoir comblé le fossé entre les sexes pour les femmes.